# Рука славы

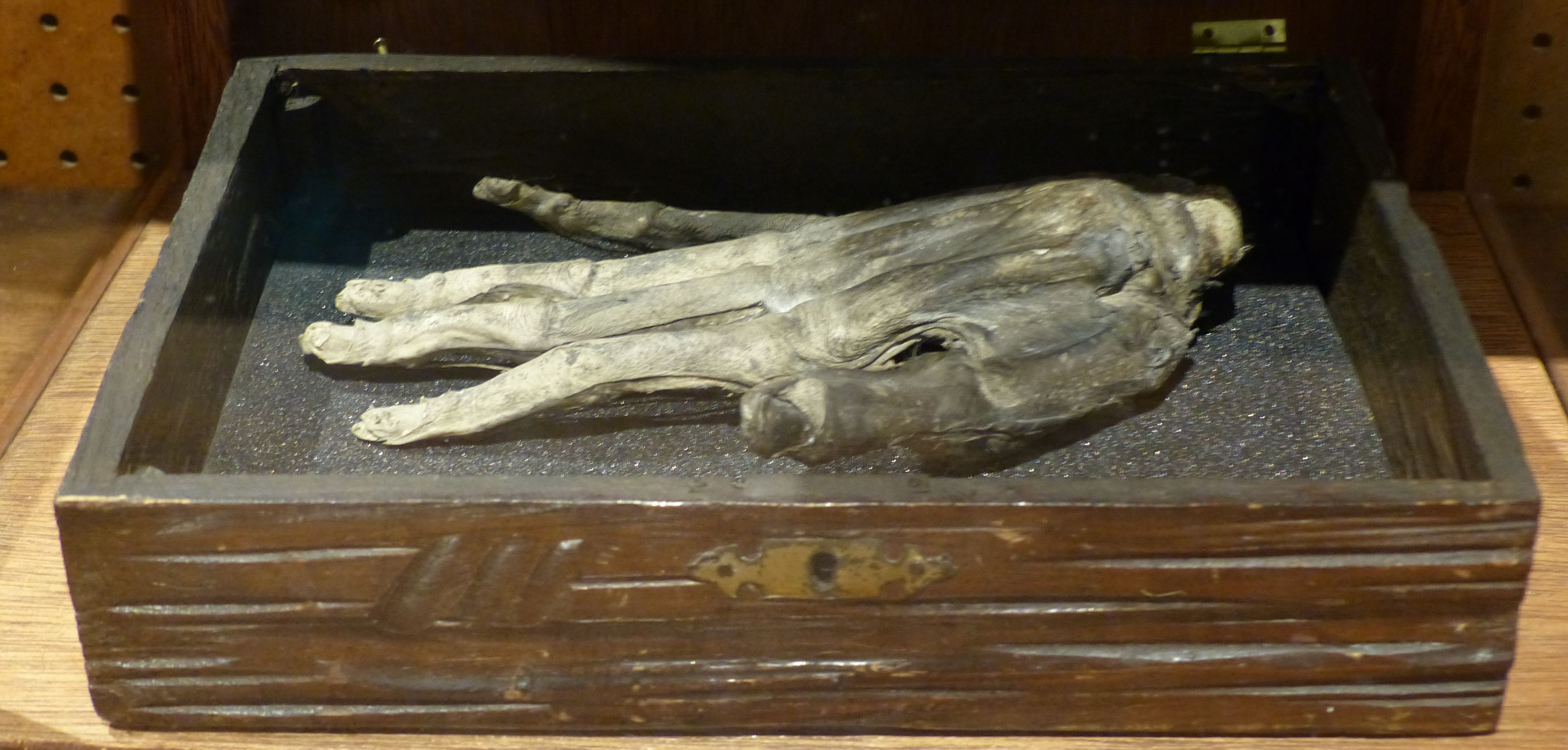
Рука славы, обнаруженная в начале XX века в Данби (Северный Йоркшир)

Рука славы — предмет из средневековых европейских легенд, якобы обладающий магическими свойствами. Представляет собой засушенную кисть руки человека, который был повешен. Иногда называется «зловещей рукой» или «рукой, сделавшей дело».
Согласно европейским легендам, свечи, сделанные из жира преступника, зажжённые и помещённые в Руку славы, выполняющую роль подсвечника, ранее принадлежавшую тому же человеку, сделают неподвижными всех, кто увидит свет этих свечей; потушены такие свечи якобы могут быть только с помощью молока. В других легендах в качестве фитилей используются волосы покойника, а свечи в Руке славы якобы будут освещать путь только тому, кто держит Руку с ними. Руке славы также приписывалась способность отпирать любую дверь. В ряде трудов времён Средневековья и Нового времени описывались способы создания и использования Руки славы.
Этимолог Уолтер Скит связывает происхождение названия «Рука славы» с французским main de gloire, что является искажением слова «мандрагора».
В английском музее Уитби среди экспонатов есть «реальная» средневековая Рука славы.